# Бора дел Мусо (Ређо Емилија)
Бора дел Мусо је насеље у Италији у округу Ређо Емилија, региону Емилија-Ромања.
Према процени из 2011. у насељу је живело 27 становника. Насеље се налази на надморској висини од 628 м.